# 浪口礁
浪口礁位于南沙群岛东南部，是榆亚暗沙西段的一个暗礁。中国渔民向称“浪口”。1983年中国地名委员会公布的标准名称为“浪口礁”。浪口礁目前由马来西亚实际控制，中国和菲律宾也声称拥有主权。